# 무라이역
무라이역(일본어: 村井駅)은 일본 나가노현 마쓰모토시에 있는, 동일본 여객철도의 철도역이다. 시노노이 선이 지나간다.

## 역 구조
섬식 1면 2선 구조의 지상역으로, 여러 개의 측선도 있다. 역사와 승강장은 과선교로 이어져 있다. 동일본 여객철도 직영역으로 마쓰모토역이 관리하며, 오전 5시 40분부터 오후 8시 30분까지 초록 창구를 영업하고 있다.

### 승강장
| 1 | ■ 시노노이 선 | 시오지리 · 다쓰노 · 나카쓰가와 · 오카야 · 고부치자와 방면 |
| 2 | ■ 시노노이 선 | 마쓰모토 · 시노노이 · 나가노 방면                         |

## 역세권 정보
- 국도 제19호선

## 역사
- 1902년 12월 15일 - 일본국유철도가 시오지리 역에서 마쓰모토 역을 잇는 철도 구간(지금의 시노노이 선)을 개통했을 때 동시에 개업했다.
- 1987년 4월 1일 - 민영화에 따라 동일본 여객철도의 소속이 되었다.

## 인접역
| 동일본 여객철도 시노노이 선 | 동일본 여객철도 시노노이 선 | 동일본 여객철도 시노노이 선   |
| --------------------------- | --------------------------- | ----------------------------- |
| 히로오카 시오지리 방면      | ■ 보통                      | 히라타 시노노이 · 나가노 방면 |